# Chiến dịch Kim Môn
Chiến dịch Kim Môn (Cộng hòa nhân dân Trung hoa gọi là Kim Môn đăng lục chiến, tài liệu Trung Hoa Dân Quốc gọi là chiến dịch Cổ Ninh Đầu, Cổ Ninh Đầu đại tiệp, hay Kim Môn bảo vệ chiến) là chiến dịch diễn ra trong thời kỳ nội chiến Quốc Cộng lần thứ 2.Trận chiến này đã khiến phe Cộng sản bị phe Quốc gia đẩy lui.

## Bối cảnh
Tháng 7 năm 1949, quân giải phóng Trung Quốc tiến vào giải phóng tỉnh Phúc Kiến. Tư lệnh quân đoàn số 10 Diệp Phi trước sau phát động chiến dịch Phúc Châu, chiến dịch đảo Bình Đàm, chiến dịch Chương Châu, chiến dịch Hạ Môn và chiến dịch Kim Môn.    
Ngày 1 tháng 10 năm 1949, Tại Bắc Kinh, Mao Trạch Đông tuyên bố thành lập nước cộng hòa nhân dân Trung Hoa. Ngày 15 tháng 10, giải phóng quân Trung Quốc phát động chiến dịch Hạ Môn. Ngày 17 tháng 10, tướng Thang Ân Bá hạ lệnh rút quân về cố thủ Đại Kim Môn, Hạ Môn được giải phóng. Tư lệnh quân giải phóng Diệp Phi hạ lệnh tập trung quân đội và chiến hạm tiến công Đại Kim Môn, nhưng do chiến hạm tập trung chưa đủ số lượng phải đợi một tuần sau mới khai chiến. Ngày 24 tháng 10, Diệp Phi hạ lệnh vượt biển tiến công Đại Kim Môn, chiến dịch Kim Môn chính thức bắt đầu.

## Diễn biến

### 25 tháng 10
Đêm 24 tháng 10, trung đoàn 224, 251, 253 và 246 giải phóng quân vượt biển đổ bộ lên phía bắc Kim Môn bao gồm Cổ Ninh Đầu, Hồ Vĩ và Long Khẩu. Trung đoàn 224 đổ bộ lên Long Khẩu và bị quân đội Quốc Dân dùng hỏa lực bắn, khiến trung đoàn 224 thương vong nặng nề. Trung đoàn 251 và 253 đổ bộ lên Hồ Vĩ và Cổ Ninh Đầu và tiếp tục tiến sâu vào nội địa đồng thời phá vỡ phòng tuyến quân đội Quốc Dân. Đến khi thủy triều lên cao, nhiều tàu chiến của quân giải phóng gặp trở ngại khi muốn đổ bộ. Khi thủy triều rút thì tàu chiến quân giải phóng bị mắc cạn và không thể tiếp viện trung đoàn đang chiến đấu trên đảo.
Mặc dù, được hỗ trợ từ pháo binh tại đất liền nhưng quân giải phóng vẫn gặp khó khăn khi quốc quân tấn công do không được chi viện họ trở nên bị cô lập. Các tàu chiến bị mắc cạn đã bị quốc quân bắn chìm ngoài khơi tây bắc Cổ Ninh Đầu, người dân trên đảo cùng tham gia dùng dầu hỏa đốt tàu chiến của quân giải phóng. Quốc quân nhận được sự tiếp viện bằng các xe tăng M5A1 của Hoa Kỳ.
Trung đoàn 224 cũng bị lực lượng quốc quân đánh bại vào sáng sớm. Trung đoàn 253 tại Quan Âm Sơn và Hồ Vĩ cũng buộc phải rút quân khi quốc quân phản công áp đảo bằng bộ binh, xe tăng và súng phun lửa. Quân giải phóng bị tấn công từ ba phía. Trung đoàn 251 phá vòng vây tiến vào Cổ Ninh Đầu và làng Lâm Thố. Nhưng ngay sau đó họ bị tấn công bởi xe tăng khiến thương vong nặng nề. Đến cuối ngày, quân giải phóng buộc phải rút khỏi Hồ Vĩ và Long Khẩu.

### 26 tháng 10
3 giờ sáng ngày 26 tháng 10, 1000 quân giải phóng của trung đoàn 246 đã đổ bộ lên Cổ Ninh Đầu và Hồ Vĩ củng cố lực lượng cho quân giải phóng đang chiến đấu trên đảo. 6 giờ 30 sáng, quốc quân Trung Hoa Dân Quốc phản công dọc bờ biển của Cổ Ninh Đầu và Lâm Thố. Cuộc chiến diễn ra đẫm máu, thương vong hai bên vô cùng lớn. Được sự hỗ trợ của không quân, máy bay ném bom B-25 và B-26, quốc quân đã giành được thắng lợi chiếm lại Lâm Thố vào buổi trưa và Nam Sơn vào buổi chiều. Quân giải phóng còn lại trên đảo gần như không còn khả năng chiến đấu.

### 27 tháng 10
Sáng ngày 27 tháng 10, quân giải phóng cạn kiệt lượng thực và vũ khí. 1300 tàn quân giải phóng rút lên phía bắc Cổ Ninh Đầu. Quốc quân toàn diện tấn công, tàn quân giải phóng hạ vũ khí đầu hàng. Tất cả quân giải phóng còn lại trên đảo đều bị bắt. Chiến dịch Kim Môn kết thúc, quốc quân giành thắng lợi bảo vệ thành công Kim Môn.
27 tháng 10

## Ảnh hưởng
Tháng 4 năm 1949, quân giải phóng mở chiến dịch Độ Giang (vượt sông Trường Giang), giải phóng Hoa Nam. Quốc quân binh bại như núi đổ. Chiến dịch Kim Môn quy mô tuy không lớn nhưng đã cổ vũ sĩ khí quốc quân sau một thời gian dài liên tiếp bại trận. Kim Môn trở thành tuyến đầu chống cộng sản của chính quyền Trung Hoa Dân Quốc.
Đối với quân giải phóng đây là thất bại đầu tiên kể từ sau chiến dịch Độ Giang. Tuy nhiên, quân giải phóng đã tập trung binh lực giải phóng các tỉnh còn lại của Trung Quốc. Sau đó, chiến tranh Triều Tiên bùng nổ nên chiến dịch giải phóng Kim Môn bị đình chỉ.